# رسائل إلى شاعر شاب

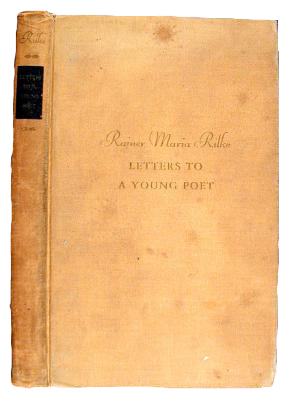
غلاف طبعة عام 1934 من كتاب “رسائل إلى شاعر شاب” لرينر ماريا ريلكه.

رسائل إلى شاعر شاب (بالألمانية: Briefe an einen jungen Dichter) هو كتاب يضم عشر رسائل كتبها الشاعر النمساوي راينر ماريا ريلكه (1875–1926) إلى فرانتس كسافير كابوس (1883–1966)، وهو طالب ضابط يبلغ من العمر 19 عامًا في الأكاديمية العسكرية التيريزية في فينر نويشتات، وذلك خلال الفترة ما بين عامي 1903 و1908. كان ريلكه، وهو ابن ضابط في الجيش النمساوي، قد درس في القسم التحضيري التابع للأكاديمية في سانت بولتن في تسعينيات القرن التاسع عشر. بدأ كابوس مراسلة ريلكه في عام 1902 واستمرت المراسلات حتى عام 1908، طلبًا للنصح بشأن جودة شعره، وترددًا بين اتباع مسار أدبي أو متابعة مسيرة عسكرية في الجيش النمساوي المجري. قام كابوس بجمع الرسائل ونشرها في عام 1929، أي بعد ثلاث سنوات من وفاة ريلكه جراء إصابته باللوكيميا.
في الرسالة الأولى، يرفض راينر ماريا ريلكه بلطف أن يقيّم أو ينتقد أشعار كابوس، وينصحه قائلاً: "لا أحد يمكنه أن ينصحك أو يساعدك، لا أحد. هناك طريق واحد فقط: ادخل في ذاتك." على مدار الرسائل العشر، يقدم ريلكه نصائح لكابوس حول كيفية شعور الشاعر، وكيف يحب، وكيف يسعى إلى الحقيقة من خلال محاولة فهم العالم من حوله، وتجربة ذلك العالم، والتفاعل مع الفن. 

## الكتابة والنشر
كُتبت رسائل إلى شاعر شاب بين عامي 1903 و1908، عندما بدأ فرانز كابوس، وهو ضابط متدرب يبلغ من العمر 19 عامًا في الأكاديمية العسكرية التيريزية في فينر نويشتات، مراسلة راينر ماريا ريلكه، الذي كان آنذاك شاعراً معروفاً. كان كابوس يبحث عن توجيه بشأن جودة قصائده، ويتردد بين اتباع مسار أدبي أو الاستمرار في مهنة عسكرية في الجيش النمساوي المجري. أجاب ريلكه بعشر رسائل، لم يكتفِ فيها بمناقشة الشعر، بل قدّم رؤى فلسفية حول الحياة، الوحدة، الفن، الإبداع، والحب.
نُشرت الرسائل لأول مرة عام 1929، بعد ثلاث سنوات من وفاة ريلكه بسبب سرطان الدم، حيث قام كابوس بجمعها وتحريرها دون أن يضيف إليها ردوده الشخصية، محافظاً على طابعها الأصلي كخطابات متسلسلة من ريلكه وحده. ومنذ صدورها، تُرجمت الرسائل إلى لغات عديدة وأصبحت من أكثر أعمال ريلكه قراءة وانتشارًا، وواحدة من الكلاسيكيات في أدب الرسائل والتأملات في الفن والحياة.

## المراسلات مع ريلكه
في عام 1929، قام فرانز كزافير كابوس بجمع عشر رسائل كان قد تلقاها من راينر ماريا ريلكه، كُتبت بين عامي 1902 و1908، ونشرها تحت عنوان Briefe an einen jungen Dichter (رسائل إلى شاعر شاب) عن دار النشر إنزل فيرلاج في مدينة لايبزيغ. وقد كشفت معلومات لاحقة أن ريلكه وكابوس التقيا وجهًا لوجه بالفعل.
بدأت المراسلات بين راينر ماريا ريلكه وفرانز كزافير كابوس في عام 1902، عندما كان كابوس طالبًا شابًا في الأكاديمية العسكرية التيريزية في مدينة فينر نويشتادت بالنمسا السفلى. كان كابوس، المولع بالأدب والشعر، مترددًا بين الاستمرار في المسار العسكري أو الانخراط في مسيرة أدبية
في مقدمة مجموعة رسائل إلى شاعر شاب، يروي فرانز كابوس كيف قرر مراسلة راينر ماريا ريلكه. وفقًا لكابوس، ففي أواخر عام 1902، أثناء دراسته في الأكاديمية العسكرية التيريزية في فينر نويشتات بولاية النمسا السفلى، كان يقرأ شعر ريلكه. خلال هذه الفترة، اقترب منه قسّ الأكاديمية، هوراشيك، الذي أشار إلى أن ريلكه كان تلميذًا قبل سنوات في القسم التحضيري التابع للأكاديمية في مدينة سانكت بولتن. وقد عبّر هوراشيك عن دهشته من أن ذلك التلميذ السابق "أصبح شاعرًا"، واصفًا ريلكه الشاب بأنه "صبي نحيل، شاحب"، يتسم بهدوء واضح لم يستطع تحمّل قسوة التعليم العسكري ونمط الحياة العسكرية.
لم يُكمل ريلكه مسيرته التعليمية العسكرية، وهي معلومة أثّرت في كابوس، الذي كان في ذلك الوقت ميّالًا للكتابة، ولم يكن متحمسًا لفكرة تكريس حياته للمجال العسكري. دفعه ذلك إلى اتخاذ قرار بمراسلة ريلكه طلبًا للنصيحة.
لا تتضمن الطبعة الأصلية المنشورة من رسائل إلى شاعر شاب رسائل فرانز كزافير كابوس إلى راينر ماريا ريلكه، على الرغم من أن النسخة الألمانية الأصلية تحتوي على سونيتة كتبها كابوس نفسه، كان ريلكه قد أعادها إليه بخط يده مرفقة بتوجيه يقول: «اقرأ الأبيات كما لو كانت مجهولة بالنسبة إليك، وستشعر في أعماق ذاتك كم هي لك فعلًا».
وفي عام 2017، تم العثور على رسائل كابوس إلى ريلكه في أرشيف عائلة ريلكه. نُشرت هذه الرسائل بالألمانية في عام 2019، وتُرجمَت إلى الإنجليزية ونُشرت في عام 2020.

## تأثير ريلكه
كان لتوجيهات راينر ماريا ريلكه أثر بالغ في حياة فرانز كزافير كابوس الأدبية والشخصية. ففي رسائله، لم يقدّم ريلكه نصائح تقنية حول الكتابة فقط، بل دعا كابوس إلى التأمل العميق في ذاته، وحثّه على أن يبحث عن الإجابات في أعماقه بدلًا من الاعتماد على آراء الآخرين. هذا التوجّه الإنساني والفلسفي جعل من الرسائل مصدر إلهام لا لكابوس فحسب، بل لأجيال من الكتّاب والقراء لاحقًا.
رغم أن كابوس لم يصبح شاعرًا بارزًا، إلا أن قراره بجمع ونشر الرسائل عام 1929 كان له أثر أدبي كبير. فقد ساهم في ترسيخ صورة ريلكه كأديب متأمل وفيلسوف في قضايا الفن والحياة، كما كشف عن جانب حميمي من شخصيته من خلال تواصله مع شاب متردد بين الحياة العسكرية والطموح الأدبي. لقد أثّرت هذه الرسائل في كابوس من حيث تعزيز ميله نحو الأدب، وإن لم يحقق شهرة واسعة كمؤلف.

## الرسائل

### الرسالة الأولى
كُتبت هذه الرسالة في باريس، فرنسا، بتاريخ 17 فبراير 1903. فيها يؤكد راينر ماريا ريلكه أن النقد لا يستطيع أن "يمس عمق العمل الفني". وينصح الشاعر الشاب بأن يتجاهل آراء الآخرين في شعره، ويحثه بدلاً من ذلك على أن ينظر إلى داخله ويتأمل في الدافع الحقيقي الذي يدفعه إلى الاستمرار في الكتابة. يوسع ريلكه الحديث حول أهمية تنمية حياة داخلية غنية، ويقدم رؤية ملهمة حول عملية الإبداع الفني.

### الرسالة الثانية
كُتبت هذه الرسالة في فياريجيو، قرب بيزا في إيطاليا، بتاريخ 5 أبريل 1903. يصف ريلكه محوري رسالته الثانية: الأول هو السخرية، التي يحذر الشاعر الشاب من الوقوع فيها، وفي القسم الثاني يوصي بالكتب التي "لا غنى عنها بالنسبة له"، وهي على وجه الخصوص "الكتاب المقدس وكتب الكاتب الدنماركي العظيم ينس بيتر جاكوبسن".

### الرسالة الثالثة
كُتبت هذه الرسالة في فياريجيو، قرب بيزا بإيطاليا، بتاريخ 23 أبريل 1903. يناقش ريلكه في هذه الرسالة روايتي "نييلز لين" و"ماري جروب" للكاتب ينس بيتر جاكوبسن فيما يتعلق بطبيعة الفن، حيث يقول:
"لا يُقاس الفن بالزمن، فلا تهم سنة أو عشر سنوات. أن تكون فنانًا يعني ألا تحسب أو تعد، بل أن تنضج كالشجرة التي لا تُجبر عصارتها، بل تقف صامدة في عواصف الربيع بلا خوف من قدوم الصيف، فهو سيأتي مهما يكن. لكنه يأتي فقط لأولئك الذين يعيشون كما لو أن الأبدية تمتد أمامهم، بلا همّ، صامتة، ولا نهائية. أتعلم ذلك يوميًا، وأتعلم ذلك بألم كبير، وأنا ممتن له: الصبر هو كل شيء!"
في القسم الثاني من الرسالة، ينتقد ريلكه عمل ريتشارد ديهمل، قائلاً:
"بالنسبة له، لا توجد عالم ناضج ونقي تمامًا للجنس، عالم إنساني بحت وليس مذكرًا فقط." ويؤكد أن ربط الفن الذي يتناول الحب بالجنس "يشوّه" هذا الفن، ويضيف: "هناك في إدراك ديهمل شيء حقود، يبدو بريًا، شيء مؤقت وليس أبديًا. هناك ما ينقص فنه ويجعله مشكوكًا فيه ومثيرًا للريبة."
ومع ذلك، يعترف ريلكه بوجود عناصر تستحق التقدير في أعمال ديهمل.
ويختتم ريلكه الرسالة الثالثة معبرًا عن حزنه لأنه فقير جدًا ليتمكن من إرسال نسخ من كتبه إلى الشاعر الشاب.
تكشف  الرسائل العشرة عن أفكار ومواضيع تظهر في شعر ريلكه، كما تضيء على أسلوب عمله الفني. وقد كُتبت هذه الرسائل خلال مرحلة محورية في التطور الفني المبكر لريلكه، بعد أن بدأت شهرته كشاعر تترسخ مع نشر أجزاء من كتاب الساعات (Das Stunden-Buch) وكتاب الصور (Das Buch der Bilder).
مراجع
1. ↑  Closs، August؛ Rilke، Rainer Maria؛ Snell، Reginald (1947). "Letters to a Young Poet". Books Abroad. ج. 21 ع. 1: 86. DOI:10.2307/40086169. ISSN:0006-7431.
2. ↑  Schmid, Franz Xaver or Xaver Franz. Benezit Dictionary of Artists. Oxford University Press. 31 أكتوبر 2011.